# Перше Мая (Городецький район)
Перше Мая (рос. Первое Мая) — селище в Городецькому районі Нижньогородської області Російської Федерації.
Населення становить 31 особу. Входить до складу муніципального утворення Ніколо-Погостинська сільрада.

## Історія
Від 2009 року входить до складу муніципального утворення Ніколо-Погостинська сільрада.

## Населення
| 2002 | 2010 |
| ---- | ---- |
| 26   | ↗31  |